# Марко Николов
Марко Николов, известен с прякорите си Маро или Марата, е русенски футболист, вратар.
Роден е на 30 октомври 1910 г. Футболната му кариера продължава 30 години и преминава през русенските елитни тимове Левски и Напредък, а също и през Левски (София).
Марко Николов е сред пионерите на футбола в Русе и един от първите местни състезатели достигнали до високо спортно майсторство. Слаб и нисък на ръст, той компенсира тези си физически слабости с отлично чувство на пласиране и невероятни скокове и плонжове при отразяването на удари на противникови футболисти.
Марко Николов умира на 6 октомври 1961 година при неизяснени обстоятелства. Безжизненото му тяло е намерено във водите на Дунава под Захарната фабрика в Русе.
Има 2 сина – Любен и Петко. Любен Марков е бил дългогодишен вратар на „Дунав“ (Русе), а Петко Николов е бил вратар на „Спартак“ (Русе).

## Състезателна кариера
Марко Николов започва своята кариера в детските отбори на русенските Вихър (кв. Цаперката) и Ангел Кънчев. От сезон 1927/28 е включен в мъжкия отбор на Левски (Русе), с който печели първенството на Русенската окръжна спортна област /РОСО/. През лятото на 1934 година е привлечен за кратко в Левски (София), след което отива като работник в Казанлък и играе за местния отбор ДВФ.
През 1936 година се завръща в Русе, където постига върха в своята състезателната кариера. През 1937 г. участва с Левски (Русе) във финала на Държавното първенство, загубен след 1:1 и 0:3 в преиграването от Левски (София). В периода 1937-1940 г. Марко Николов участва с Левски (Русе) в шампионата на Националната футболна дивизия. Със същия отбор той записва и три последователни финала в турнира за Царската купа през 1938, 1939 и 1940 г. Поради отказ на отбора на Левски (Русе) да участва във финалната среща през 1940 година, клубът е разтурен с решение на Българската национална спортна федерация /БНСФ/.
От следващия сезон Марко Николов преминава в Напредък (Русе) и отново участва на финал в турнира за Царската купа през 1941 година, загубен с 2:4 от АС '23 (София) в Добрич.
След амнистирането на клуба от БНСФ през 1943 година се завръща в Левски (Русе).
След 1945 година е вратар на обединения клуб Ангел Кънчев-Левски (Русе), Русенец (Русе), Дунав (Русе) и Динамо (Русе). Приключва дългата си състезателна кариера през 1953 година, когато е 43-годишен.
Има един мач за „Б“ националния отбор на България – 1:4 от Румъния „Б“ в Русе на 25 септември 1938 година.

## Успехи
- Финалист в Държавното първенство през сезон 1936/37 с Левски (Русе).
- Финалист в турнира за Царската купа – 4 пъти през 1938, 1939, 1940 г. с Левски (Русе) и през 1941 г. с Напредък (Русе).
- Шампион на Русенска окръжна спортна област – 6 пъти през сезони 1927/28, 1931/32, 1935/36, 1936/37 /с Левски/, 1940/41 /с Напредък/, 1944/45 /с Ангел Кънчев-Левски/.
- Шампион в Русенската окръжна група – 2 пъти през сезони 1950 и 1952 с Динамо (Русе).

## В Националната футболна дивизия
Марко Николов е бил титулярен вратар на Левски (Русе) в Националната футболна дивизия (НФД) през трите сезона в периода 1937-1940 г. Участвал е в 50 официални срещи от първенството на НФД, в които е вардил 10 дузпи - спасил е 5 наказателни удара, допуснал е 4 гола, а един път топката се е отбила в гредата.